# Cristiano Lucarelli
Cristiano Lucarelli (ur. 4 października 1975 w Livorno) – włoski piłkarz występujący na pozycji napastnika oraz trener.

## Kariera piłkarska

### Kariera klubowa
W sezonie 2003/2004 walnie przyczynił się do powrotu Livorno do Serie A strzelając 29 bramek w 38 spotkaniach. Po tym awansie odrzucił ofertę powrotu do swojego byłego klubu Torino FC, pomimo iż Turyńczycy oferowali mu półmilionowy kontrakt. Jak się później okazało była to bardzo dobra decyzja, gdyż w kolejnym sezonie Lucarelii został królem strzelców włoskiej ekstraklasy (zdobył 24 gole w 35 meczach), a jego klub zajął wysokie ósme miejsce w ligowej tabeli na koniec sezonu.
W swojej karierze rozegrał 302 spotkania i zdobył 120 bramek w Serie A.

### Kariera reprezentacyjna
Lucarelli ma za sobą 6 występów i 3 gole w reprezentacji Włoch, w której zadebiutował 8 czerwca 2005 w zremisowanym 1:1 meczu z Serbią i Czarnogórą.

## Sukcesy i odznaczenia

### Sukcesy klubowe
- zdobywca Pucharu Intertoto: 1998
- zdobywca Pucharu Hiszpanii: 1999
- mistrz Ukrainy: 2008

### Sukcesy reprezentacyjne
- mistrz igrzysk śródziemnomorskich: 1997

### Sukcesy indywidualne
- król strzelców Mistrzostw Włoch: 2005 (24 goli)